# Костел Святого Яна Непомуцького (Сквира)
Костел святого Яна Непомуцького —  костел у місті Сквира на Київщині, збудований у 1885 році; цікава класична пам'ятка. Має статус щойно виявленої пам'ятки архітектури місцевого значення. Не діє, використовується не за призначенням.

## Архітектура
Костел має риси класицизму, цегляний, на високому кам'яному підмурку. Головний фасад завершувався двома симетричними вежами-дзвіницями, ближче до вівтарної частини розташовувалася баня.

## Історія
Перший відомий за джерелами костел у Сквирі збудований близько 1670-х-1680-х років Цецилією Радзивіл (1643—1689).
Існуючий костел у Сквирі збудовано 1885 року. На початку ХХ століття у костелі знаходився один із найкращих органів у Європі.
Зі вставновленням радянської влади костел було закрито. Було знищено купол та вежі-дзвіниці, спотворено фасади храму, знищено внутрішні інтер'єри. Саму споруду костелу пристосували під цех плодоконсервного заводу.
Споруда спотвореного перебудовами костелу святого Яна Непомуцького і досі перебуває на заводській території, хоча у зовнішньому вигляді досі видно елементи класичної архітектури і сакральне призначення будівлі. На початку 2010-х років споруді, попри її використання не за призначенням, було присвоєно статус щойно виявленої пам'ятки архітектури місцевого значення.
Католицької парафії у Сквирі у наш час немає.